# Víctor Palomo
Víctor Palomo, född den 26 maj 1948 i Barcelona, Spanien, död den 11 februari 1985 i Gerona, Spanien, var en spansk roadracingförare och vattenskidåkare.

## Roadracingkarriär
Efter att ha vunnit VM i vattenskidåknings-slalom 1969 satsade Palomo på roadracing, och han vann sin första och enda GP-seger 1974, då han vann 350GP-loppet på Montjuïc Park. Hans bästa säsong kom 1976, då han blev sexa i 350GP, och vann Formel 750 på en Yamaha. Palmo avled 1985 i sviterna av diabetes.

### Segrar 350GP
| Nr | Grand Prix | År   |
| -- | ---------- | ---- |
| 1  | Spain      | 1974 |